# Дрново
Дрново (словен. Drnovo) — поселення в общині Кршко, Споднєпосавський регіон, Словенія. Висота над рівнем моря: 154,7 м.